# Burštyn
Burštyn (ukrajinsky Бурштин; polsky Bursztyn; rusky Бурштын – Burštyn) je město (do července 2020 město oblastního významu) území Ivanofrankivského rajónu v Ivanofrankivské oblasti na Ukrajině. Leží na řece Hnyla Lypa, přítoku Dněstru, v historické oblasti Haliče. V roce 2022 žilo v Burštynu přes 14 tisíc obyvatel.[nenalezeno v uvedeném zdroji]
Nedaleko města leží Burštynská elektrárna, uhelná elektrárna s celkovým výkonem 2300 MW.

## Dějiny

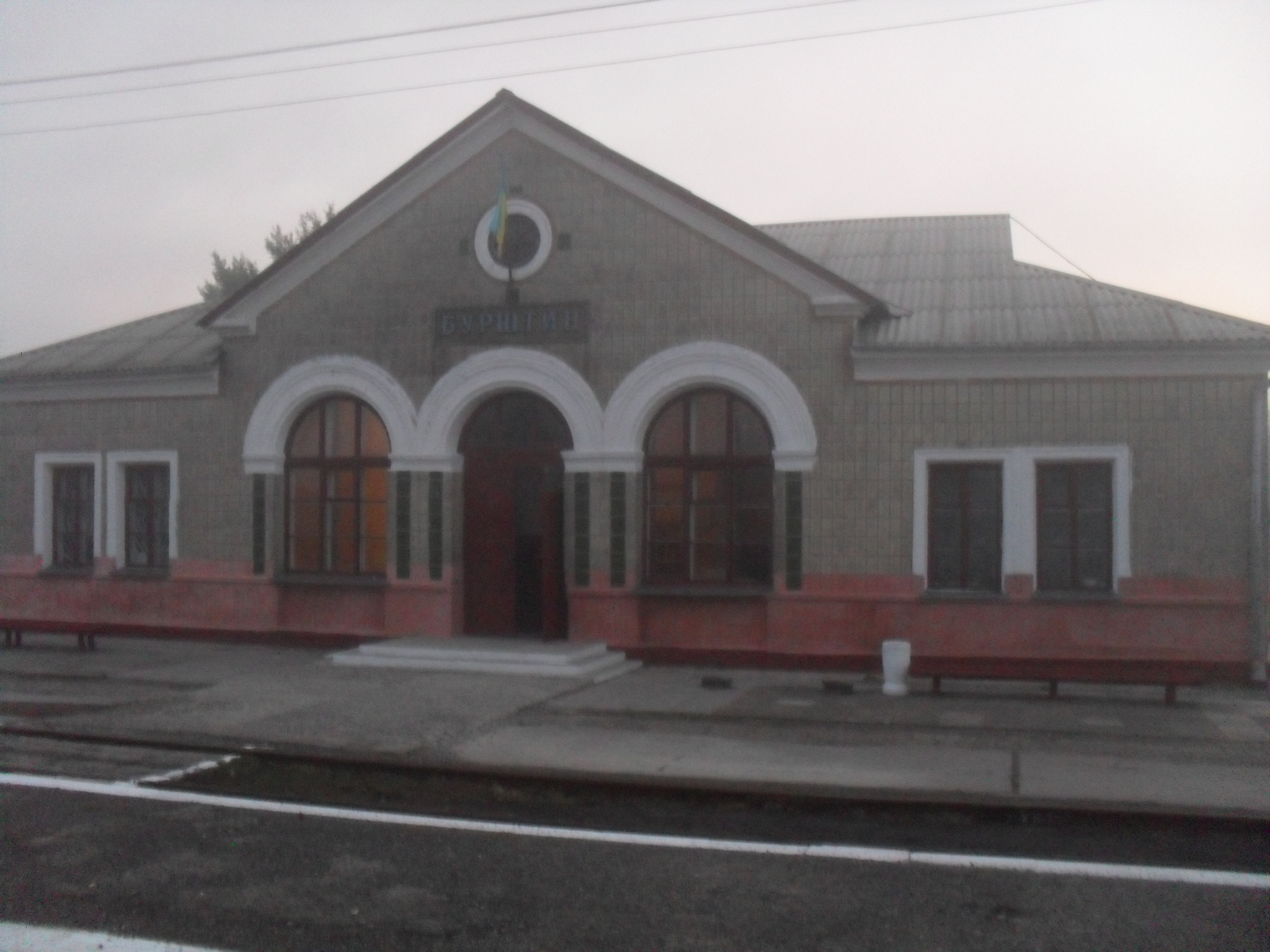
Nádražní budova

První zmínka o městě, jehož název znamená v překladu jantar, je z roku 1554, kdy patřilo do polského království. V roce 1772 připadlo v rámci dělení Polska k habsburské monarchii, kde se stalo součástí Haliče. Po konci první světové války připadlo druhé Polské republice.
V rámci druhé světové války byl Burštyn nejdřív obsazen v roce 1939 Sovětským svazem a v roce 1941 nacistickým Německem. Za války byla zničena zdejší židovská menšina, která čítala v roce 1942 na 1700 lidí. Část byla zabita v ghettu v Rohatynu, část převezena do vyhlazovacího tábora Belzec.
Na konci války byl Burštyn včleněn do Ukrajinské sovětské socialistické republiky a s rozpadem Sovětského svazu se stal v roce 1991 součástí samostatné Ukrajiny.
Městem je Burštyn od roku 1993.

### Rodáci
- Edward Rittner (1845–1899), rakousko-uherský právník a politik
- Karol Tichy (1871–1939), polský malíř
- Mika Newton (*1986), ukrajinská zpěvačka a herečka
- Dmytro Kocjubajlo (1995–2023), ukrajinský válečník